# トマス・パーカー (第6代マクルズフィールド伯爵)

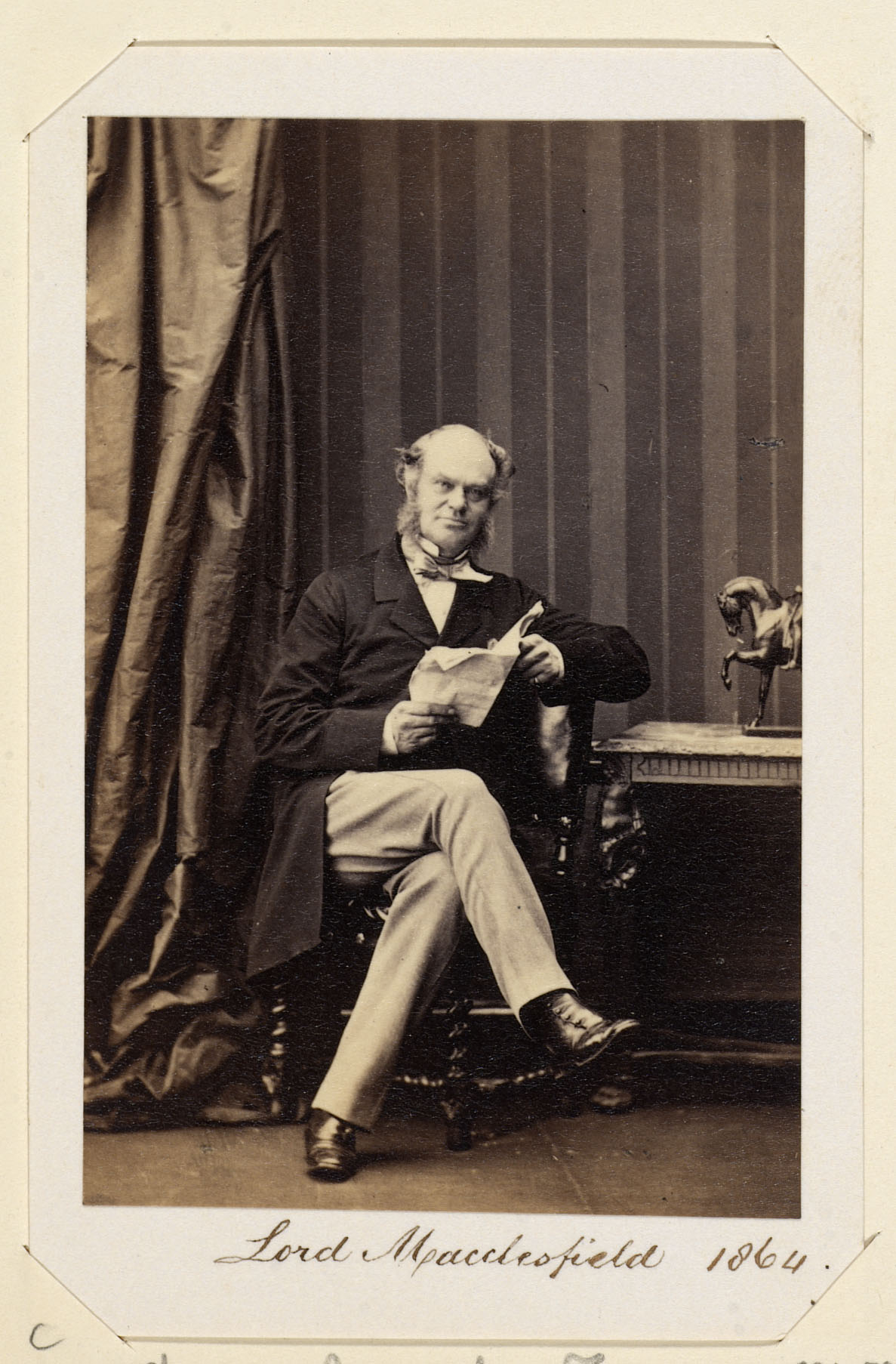
第6代マクルズフィールド伯爵、1864年撮影。

第6代マクルズフィールド伯爵トマス・オーガスタス・ウォルステンホルム・パーカー（Thomas Augustus Wolstenholme Parker, 6th Earl of Macclesfield、1811年3月17日 – 1896年7月24日）は、イギリスの貴族、政治家。保守党に属し、庶民院議員を務めた。
1842年から1850年までパーカー子爵の儀礼称号を使用した。

## 生涯

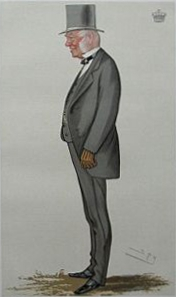
『バニティ・フェア』誌1881年10月22日号に掲載されたカリカチュア、レスリー・ウォード画。

第5代マクルズフィールド伯爵トマス・パーカーと2人目の妻イライザ（Eliza、1781年ごろ – 1862年1月1日、ウィリアム・ブレトン＝ウォルステンホルムの娘）の息子として、1811年3月17日にメリルボーンで生まれた。イートン・カレッジで教育を受けた後、1829年6月24日にオックスフォード大学クライスト・チャーチに入学した。
1837年イギリス総選挙で保守党候補としてオックスフォードシャー選挙区（3人区）から出馬、2,767票（得票数3位）を得て当選した。1841年イギリス総選挙をもって議員を退任した。
1896年7月24日にベルグレイヴィアのイートン・スクエア94号で死去、オックスフォードシャーのシャーバーンで埋葬された。長男ジョージ・オーガスタスに先立たれたため、孫ジョージ・ラヴデン・ウィリアム・ヘンリーが爵位を継承した。

## 家族
1839年7月11日、ヘンリエッタ・ターナー（Henrietta Turnor、1839年11月19日没、エドマンド・ターナーの娘）と結婚したが、ヘンリエッタは結婚から4か月後に死去した。
1842年8月25日、メアリー・フランシス・グローヴナー（Mary Frances Grosvenor、1821年12月2日 – 1912年1月2日、第2代ウェストミンスター侯爵リチャード・グローヴナーの娘）と再婚、11男4女をもうけた。
- ジョージ・オーガスタス（1843年10月19日 – 1895年9月25日） - 1878年3月14日、イーディス・リチャードソン（Edith Richardson、1885年4月4日没、トマス・ラムボルド・リチャードソンの未亡人、フレデリック・ポール・ハーフォードの娘）と結婚。1887年1月26日、キャロライン・アグネス・プリース（Caroline Agnes Pryse、1919年1月7日没、初代準男爵サー・プリース・プリースの娘）と再婚、第7代マクルズフィールド伯爵ジョージ・パーカーをもうけた[1]
- セシル・トマス（1845年3月27日 – 1931年1月12日） - 1870年5月24日、ロザモンド・エスター・ハリエット・ロングリー（Rosamond Esther Harriet Longley、1936年4月4日没、カンタベリー大主教チャールズ・ロングリー（英語版）の娘）と結婚、子供あり[5]
- エリザベス・アメリア（1846年9月19日[4] – 1916年1月26日） - 生涯未婚[6]
- アデレード・ヘレン（1848年5月7日[4] – 1941年7月14日） - 1875年4月22日、ウィリアム・フレデリック・ドーネイ閣下（Hon. William Frederick Dawnay、1851年10月14日 – 1904年9月29日、第7代ダウン子爵ウィリアム・ドーネイの息子）と結婚、子供あり[7]
- アルジャーノン・ロバート（1849年11月17日 – 1940年5月20日） - 聖職者。1877年4月26日、エマ・ジェーン・ケニオン（Emma Jane Kenyon、1933年5月17日没、エドワード・ケニオン閣下の娘）と結婚、子供あり[5]
- フランシス（英語版）（1851年8月15日 – 1931年10月22日） - 庶民院議員。1882年2月16日、ヘンリエッタ・ガスケル（Henrietta Gaskell、1940年9月5日没、ヘンリー・ロマックス・ガスケルの娘）と結婚、子供あり[5]
- シドニー（英語版）（1852年10月3日 – 1897年5月21日[6]）
- レジナルド（1854年7月14日 – 1942年3月23日） - 1876年10月17日、キャサリン・メアリー・アムズ（Katharine Mary Ames、1939年11月20日没、ヘンリー・メトカルフ・アムズの娘）と結婚、子供あり[5]
- ヒュー・ルーパス（Hugh Lupus、1855年10月2日 – 1859年3月11日[6]）
- エドマンド・ウィリアム（1857年3月2日 – 1943年3月27日） - 1883年7月11日、ファニー・エマ・ボールドウィン（Fanny Emma Baldwin、1942年4月18日没、ウィリアム・ボールドウィンの娘）と結婚、子供あり[5]
- アーチボルド（1859年4月4日 – 1931年1月9日） - 聖職者。1890年1月8日、モード・フランシス・ベートマン＝ハンベリー（Maud Frances Bateman-Hanbury、1932年2月23日没、第2代ベートマン男爵ウィリアム・ベートマン＝ハンベリー（英語版）の娘）と結婚、子供あり[6]
- ヘンリー（1860年12月14日 – 1952年6月26日） - 1916年10月11日、ヘンリエッタ・ジュディス・ベイカー（Henrietta Judith Baker、1946年10月8日没、ロバート・ローブリッジ・ベイカーの娘）と結婚、子供あり[5]
- メアリー・アリス（1863年1月28日[4] – 1930年1月11日） - 1896年7月21日、チャールズ・フェイン・ド・サリス（Charles Fane de Salis）と結婚、子供あり[6]
- アレグザンダー・エドワード（1864年7月1日 – 1958年9月2日） - 1896年12月30日、ウィニフレッド・フローレンス・ワージントン（Winifred Florence Worthington、1958年9月30日没、アルバート・オクタヴィアス・ワージントンの娘）と結婚、子供あり[5]
- エヴリン・フローレンス（1867年11月3日[4] – 1957年3月16日） - 生涯未婚[5]